# Georgij Dimitrov
Georgij Dimitrov (bulgarsk: Георги Димитров; født 14. januar 1959 i Sofia, Bulgarien, død 8. maj 2021) var en bulgarsk fodboldspiller, der spillede som forsvarsspiller. Han repræsenterede på klubplan Beroe Stara Zagora, CSKA Sofia og Slavia Sofia i hjemlandet samt franske Saint-Étienne. For Bulgariens landshold nåede han 77 kampe og seks scoringer, og var holdets anfører ved VM i 1986 i Mexico.